# Дончев, Антон
Антон Николов Дончев (болг. Антон Николов Дончев; 14 сентября 1930[…], Бургас, Третье Болгарское царство — 20 октября 2022, Военно-медицинская академия, София) — болгарский прозаик и сценарист. Академик Болгарской академии наук (2003).
Наиболее известный роман писателя — «Час выбора».

## Биография
Родился 14 сентября 1930 года в Бургасе в семье почтовых служащих. Ещё в детстве познакомился с народными песнями и сказаниями, которые рассказывала ему его бабушка Сребра.
Семья переезжала из города в город, пока отец не вышел в отставку и не осел в Велико-Тырново. Здесь Антон в 1948 году окончил гимназию, после которой поступил на юридический факультет Софийского университета им. св. Климента Охридского. Во время учёбы подрабатывал на строительстве автомобильных и железных дорог. После окончания университета в 1953 году несколько месяцев проработал судьёй в Велико-Тырново. Уволившись, полностью посвятил себя писательской работе.
Дважды женат. Первая жена, шахматистка Эвелина Троянская, погибла в 2000 году. От первого брака родился сын Никола.
На 79 году жизни вступил в брак с 64-летней Райной Василевой.
Скончался 20 октября 2022 года.

## Творчество
Писать стихи начал ещё в школьные годы, тогда же написал два первых романа. Первым опубликованным стал написанный совместно с Димитром Мантовым исторический роман «Пробуждение» (1956 год).
Первой самостоятельно написанной книгой стал роман «Сказание о времени царя Самуила» (1961 год), получивший премию Союза болгарских писателей.
Уже через три года, в 1964 году, выходит принесший Дончеву мировую славу роман «Час выбора» (болг. Време разделно).
Впоследствии Дончев продолжал активно сотрудничать с кинематографистами и телевидением, писал сценарии, в том числе по своим романам.
За роман 1998 года «Странный рыцарь Священной книги» получил международную литературную премию Балканика.
Среди других романов писателя — «Калоян» (1963 год), «Сказание о хане Аспарухе, князе Славе и жреце Тересе» (4 тома, 1968—1992 годы), «Девять лиц человека» (1989 год), «Три жизни Кракры» (2007 год), «Тень Александра Великого» (2016 год).
Неоднократно номинировался на Нобелевскую премию по литературе.

### «Час выбора»
По воспоминаниям Антона Дончева, роман «Час выбора» он написал всего за 41 день.
Действие книги разворачивается на фоне исторических событий XVII века в Родопских горах после завоевания Болгарии Османской империей; в это время происходило обращение болгар в ислам. В романе поднимается вопрос власти, влияния принимаемых в такие напряжённые исторические периоды решений на судьбу всего народа на многие столетия вперёд; сталкиваются между собой ценности личные и религиозные. Действия героев полны героизма и трагизма; спокойствие разрушено возникшими сложными морально-этическими вопросами, а сам роман пропитан идеей обречённости.
Происходящие в романе события описываются от лица двух персонажей: с болгарской христианской стороны — от лица афонского монаха, отца Алигорко, с османской мусульманской стороны — от лица пленённого при сражении за венецианскую крепость Кандия и принявшего ислам французского дворянина, прозванного Венецианцем. У каждого из них своя жизненная драма, и всё же — несмотря на разные судьбы и менталитет — в итоге их взгляды на происходящие события сблизились.
Книга многократно переиздавалась, переведена более, чем на 25 языков, а в 1987 году режиссёр Людмил Стайков снял по ней фильм «Время насилия».

## Награды
- Димитровская премия (1966 год).
- Почётный гражданин Бургаса (2000 год)[5].
- Орден «Стара планина» 1-й степени (2001 год)[17].
- Орден «Святые Кирилл и Мефодий» на цепи (2010 год)[18].
- Почётный доктор Бургасского свободного университета[5].
- Государственная награда «Святой Паисий Хилендарский»[болг.] (2014 год)[19].
- Премия имени Христо Данова за 2014 г.